# 栋特雷
栋特雷（法語：Dontreix，法語發音：[dɔ̃tʁɛ]）是法国克勒兹省的一个市镇，属于欧比松区。

## 地名
该地名“Dontreix”发音为[dɔ̃tʁɛ]，字母“t”发音，《世界地名翻译大辞典》与《世界地名译名词典》将其误译作“栋雷”。

## 地理
栋特雷（45°59'13"N, 2°33'34"E）面积47.45 平方千米，位于法国新阿基坦大区克勒兹省，该省份为法国中部省份，位于法國中央高原西北部，北起安德尔省和谢尔省，西接维埃纳省，南至科雷兹省，东临多姆山省，东北与阿列省接壤。
与栋特雷接壤的市镇（或旧市镇、城区）包括：欧藏斯、沙尔、沙龙、莱马尔、梅兰沙勒、沙朗萨、蒙泰勒德热拉。
栋特雷的时区为UTC+01:00、UTC+02:00（夏令时）。

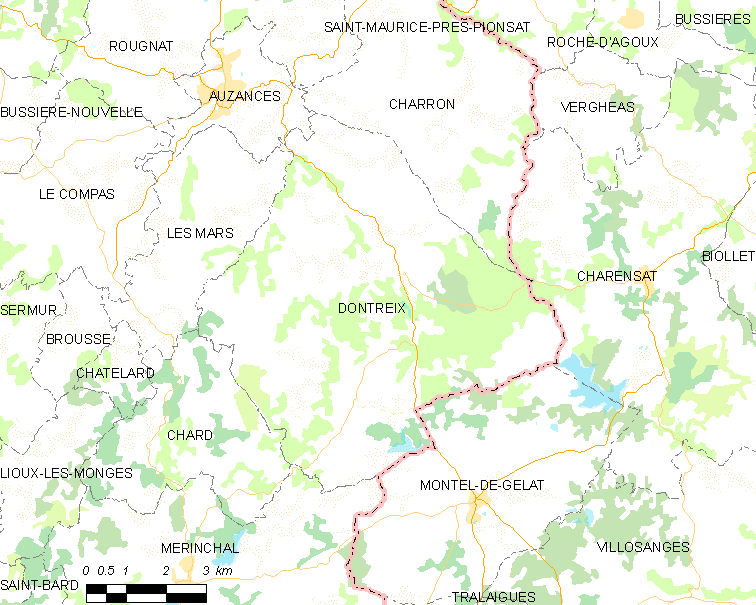
栋特雷的OSM定位图

## 行政
栋特雷的邮政编码为23700，INSEE市镇编码为23073。

## 政治
栋特雷所属的省级选区为欧藏斯县。

## 人口

1962-2008年间栋特雷人口变化图示

栋特雷于2022年1月1日时的人口数量为405人。